# František Ferdinand Šamberk
Ferdinand František Šamberk, vlastním jménem František Xaver Schamberger (21. dubna 1838 Praha-Nové Město – 25. prosince 1904 Královské Vinohrady), byl český herec, režisér a autor divadelních her.

## Život
Narodil se do velké rodiny obchodníka s máslem, v Praze, na Novém Městě. Začal se učit řemeslu, ale prostřednictvím literátů Šumavského a Koláře se seznámil s Josefem Kajetánem Tylem. Pod jeho vlivem se pro herectví rozhodl velice záhy. Herecky se vzdělával soukromě u Josefa Jiřího Kolára, a později u Karla Šimanovského. Už ve svých 15 letech začal hrát, jako ochotník, ve Švestkově divadle, a krátce, po neúspěšném pokusu o angažmá ve Stavovském divadle (1854), odešel na venkov ke kočovným divadelním společnostem: nejprve k Zöllnerově, vedené J. K. Tylem (tomu propůjčil sedmdesátiletý ředitel Zöllner svou koncesi pro česká představení), pak k různým německým, se kterými se dostal až do Berlína a Královce. Do Prahy se vrátil roku 1859, a v červenci 1860 nastoupil do českého souboru Stavovského divadla. Od roku 1862 pak hrál v Prozatímním divadle, následovalo několikaměsíční angažmá v Královci, a nakonec v roce 1881 získal stálé angažmá v Národním divadle v Praze.
V pobočné letní scéně Stavovského divadla Arény na hradbách se z něj stal velice populární herec-komik, ač původně hrával role tragédů. Zahrál si také řadu milovnických rolí. Ve stejném duchu psal i svoje frašky, ve kterých taky zpravidla hrál. Přidržoval se jednak tvůrčích metod svého učitele J. K. Tyla, rolím dodával módní pikantnosti - podle vzorů francouzské konverzační komedie (kombinace situací, překvapivé dějové obraty). Reagoval také na aktuální společenské události své doby. Využil znalosti stoleté tradice vídeňské frašky.
Z Národního divadla v roce 1883 odešel, pokračoval u Švandovy společnosti na Smíchově, a u Pištěkovy na Vinohradech. Do Národního divadla se však v roce 1885 vrátil, a na jeho scéně hrál pak až do roku 1901, kdy odešel na odpočinek. Řada jeho her je na repertoáru mnoha divadel ještě dnes, a byly vysílány i v televizi. Zemřel v 66 letech na Královských Vinohradech a pochován je na pražských Olšanech.
Oženil se 7. ledna 1866 s herečkou Julií Šamberkovou. Manželé Šamberkovi měli tři děti – Dagmar (zemřela mladá), Egmonta (novináře a zpěváka) a Vladimíra (herce a malíře). V roce 1876 se manželé rozešli.

## Citát
Krásný Ferdinand – ti kdož znali jeho pozdější falstaffovskou tělesnost, sotva si dovedli představit, že býval Ferdinand za mlada opravdu krasavec! – přivedl si z Olomouce k Prozatímnímu divadlu ženu, již mu kdekdo záviděl. Ale byl příliš světák, aby se dal trvale poutat snubním prstenem k manželské věrnosti, a jeho oslňující choť snad byla také z rodu těch, o nichž se praví po německu: "Sie war zu schön, um treu zu sein..."

Ferdinand František Šamberk, ten člověk nadaný všemi dary ducha i všemi lidskými slabostmi, ztratil svou ženu způsobem, jenž byl z nejtučnějších soust tehdejší pražské chronique scandaleuse. Nemohlo se o tom mluviti či dokonce psáti veřejně, tím víc tedy nabývalo to povídání obludných rozměrů v podání ústním a narostlo dokonce až v tvrzení, že Šamberk svou ženu u Pinkasů prohrál v kartách, když už neměl co vsadit, a šťastný výherce že se nerozpakoval přerozkošnou tu výhru inkasovat trvale. 
Jaroslav Kvapil

## Dílo divadelní

### Frašky
- Boucharon (1866)
- Blázinec v prvním poschodí (premiéra 1867)
- Svatojánská pouť (1868)
- Sedmašedesátníci (1870)
- Rodinná vojna (1880)
- Jedenácté přikázání (napsal 1881, vydáno 1882), asi jeho nejznámější a nejlepší veselohra, v roce 1925 zfilmována Václavem Kubáskem jako němý film a roku 1935 jako zvukový film Martinem Fričem; v obou adaptacích ztvárnil titulní roli Hugo Haas.
- Podskalák (1882), zpopularizoval postavy rybářské pražské osady Podskalí, jako operetka se hraje dodnes
- Divadelní třída (1884)
- Palackého třída 27 (1884)
- Éra Kubánkova (1886), veselohra o 4 jednáních
- Výlet pana Broučka na výstavu (1893), výpravná hra o 5 dějstvích

### Hry o známých postavách národního obrození
- Josef Kajetán Tyl (1882)
- Karel Havlíček Borovský (1884), čtyři jednání